# Ernst von Gemmingen
Ernst von Gemmingen (Celle, 11 février 1759 – Mannheim, 3 mars 1813) est un compositeur et un aristocrate allemand. 

## Biographie
Fils de Ludwig von Gemmingen-Hornberg (de), Gemmingen étudie à l'Université de Göttingen. Il n'est pas compositeur professionnel, comme beaucoup de ceux issus de la noblesse, mais à l'évidence un musicien très compétent. Il collectionne les œuvres de Mozart et de Haydn, notamment un certain nombre de premières éditions. Autour des années 1800, il compose quatre concertos pour violon et orchestre, ses seules grandes compositions existantes. Les manuscrits autographes ont été découverts  en 1993 au château d'Hornberg (de), où sa famille était installée. L'existence des parties séparées de l'orchestre pour trois des concertos, suggère leur exécution en public.
Il est inhumé au cimetière de Angelbachtal-Micheifeld à Angelbachtal.

## Discographie
- Concertos pour violon nos 1 à 4 - Kolja Lessing, violon ; Munchner Rundfunkorchester, dir. Ulf Schirmer (6-10 décembre 2010/2016, 2CD CPO 777866) (OCLC 885052480 et 947121221)